# ايمانويل مارك
ايمانويل مارك (بالإنجليزية: Emmanuel Marc)‏ هو لاعب كرة قدم أمريكية ولاعب كرة القدم الكندية أمريكي، ولد في 17 نوفمبر 1982 في سبرينغ فالي في الولايات المتحدة.